# Кожевникова Валентина Михайлівна
Валентина Михайлівна Коже́вникова (13 лютого 1926, Москва, РРФСР, СРСР — 21 серпня 1997, Полтава, Україна) — українська театральна актриса, Народна артистка Української РСР (1973).

## Біографія
Народилася 13 лютого 1926 року в місті Москві (тепер Росія). Дитинство провела в Красноярську. 1943 року переїхала до Харкова. 1949 року закінчила Харківський театральний інститут (викладач Олександр Глаголін).
Здобувши освіту працювала в Харківському українському театрі імені Тараса Шевченка. Впродовж 1953—1991 років актриса Полтавського українського музично-драматичного театру імені Миколи Гоголя.
Померла в Полтаві 21 серпня 1997 року.

## Ролі
- Женя («Замулені джерела» Марка Кропивницького);
- Марія Олександрівна Ульянова («Сім'я» Івана Попова);
- Машенька («Машенька» Олександра Афіногенова);
- Цезаріна («Дружина Клода» Александра Дюма-сина);
- Валька («Іркутська історія» Олексія Арбузова);
- Софія, Наташа («Зикови», «Фальшива монета» Максима Горького);
- Ліда («Платон Кречет» Олександра Корнійчука);
- Тамара («Де ж твоє сонце?» Олексія Коломійця);
- Мотря («Шельменко-денщик» Григорія Квітки-Основ'яненка);
- Хільда («Юстина» Гелли Вуолійокі);
- Марія («Закон вічності» Нодара Думбадзе);
- Кручиніна («Без вини винні» Олександра Островського);
- Мати («Мати» Карела Чапека);
- Нора («Нора» Генріка Ібсена).